# Sameraria odontogera
Sameraria odontogera är en korsblommig växtart som beskrevs av Eugen Iwanowitsch Bordzilowski. Sameraria odontogera ingår i släktet Sameraria och familjen korsblommiga växter. Inga underarter finns listade i Catalogue of Life.